# Otarocyon
Otarocyon è un genere estinto di mammiferi carnivori, appartenente ai canidi. Visse tra l'Oligocene inferiore e l'Oligocene superiore (tra 34 e 28 milioni di anni fa) e i suoi resti fossili sono stati ritrovati in Nordamerica (South Dakota, Wyoming e Montana). È considerato il più antico membro del gruppo dei borofagini, ed era caratterizzato da un insolito sviluppo dei padiglioni auricolari.

## Descrizione
Questo canide è uno dei più piccoli conosciuti (il cranio era lungo solo 6 centimetri e il peso totale dell'animale doveva essere meno di un chilogrammo), ma possedeva alcune caratteristiche davvero insolite. La bolla timpanica (una struttura che in numerosi mammiferi placentali accoglie le ossa dell'orecchio medio) era di enormi dimensioni, molto più grande di quelle degli altri canidi. Una simile bulla timpanica è nota solo nell'attuale fennec, un canide del deserto che possiede anche enormi orecchie esterne. Si ritiene quindi che anche Otarocyon (il cui nome scientifico deriva dal greco e significa "cane con le grandi orecchie") possedesse grandi padiglioni auricolari.
Il cranio di Otarocyon era piuttosto corto, con grandi occhi e un muso piccolo e appuntito; il corpo doveva essere molto simile a quello di un altro canide suo contemporaneo, Archaeocyon.

## Classificazione
Otarocyon è considerato il più antico dei borofagini (Borophaginae), una sottofamiglia di canidi dalle insolite specializzazioni dentarie e craniche, che nel corso di milioni di anni si adattarono a frantumare le ossa delle loro prede. L'enorme dimensione della bulla timpanica, tuttavia, fa supporre che Otarocyon non fosse il diretto antenato delle forme successive, ed è probabile che gli altri borofagini fossero derivati da animali simili ad Archaeocyon.
Di Otarocyon si conoscono due specie: O. macdonaldi, dell'Oligocene inferiore, e O. cooki, dell'Oligocene medio e superiore. Quest'ultima specie era stata descritta da Macdonald nel 1963, che l'aveva ascritta al genere Cynodesmus (un altro genere di canidi molto diffuso nella pianure nordamericane oligoceniche). Solo nel 1999 un nuovo studio (Wang et al, 1999) ha permesso la riclassificazione di questa specie in un nuovo genere, Otarocyon appunto.

## Paleoecologia
Le enormi bolle timpaniche di Otarocyon suggeriscono la presenza di grandi orecchie esterne. Queste caratteristiche potrebbero essere state un adattamento per sentire meglio i suoni a bassa frequenza negli ambienti desertici (come avviene anche nel fennec attuale).